# Andreas Hofer

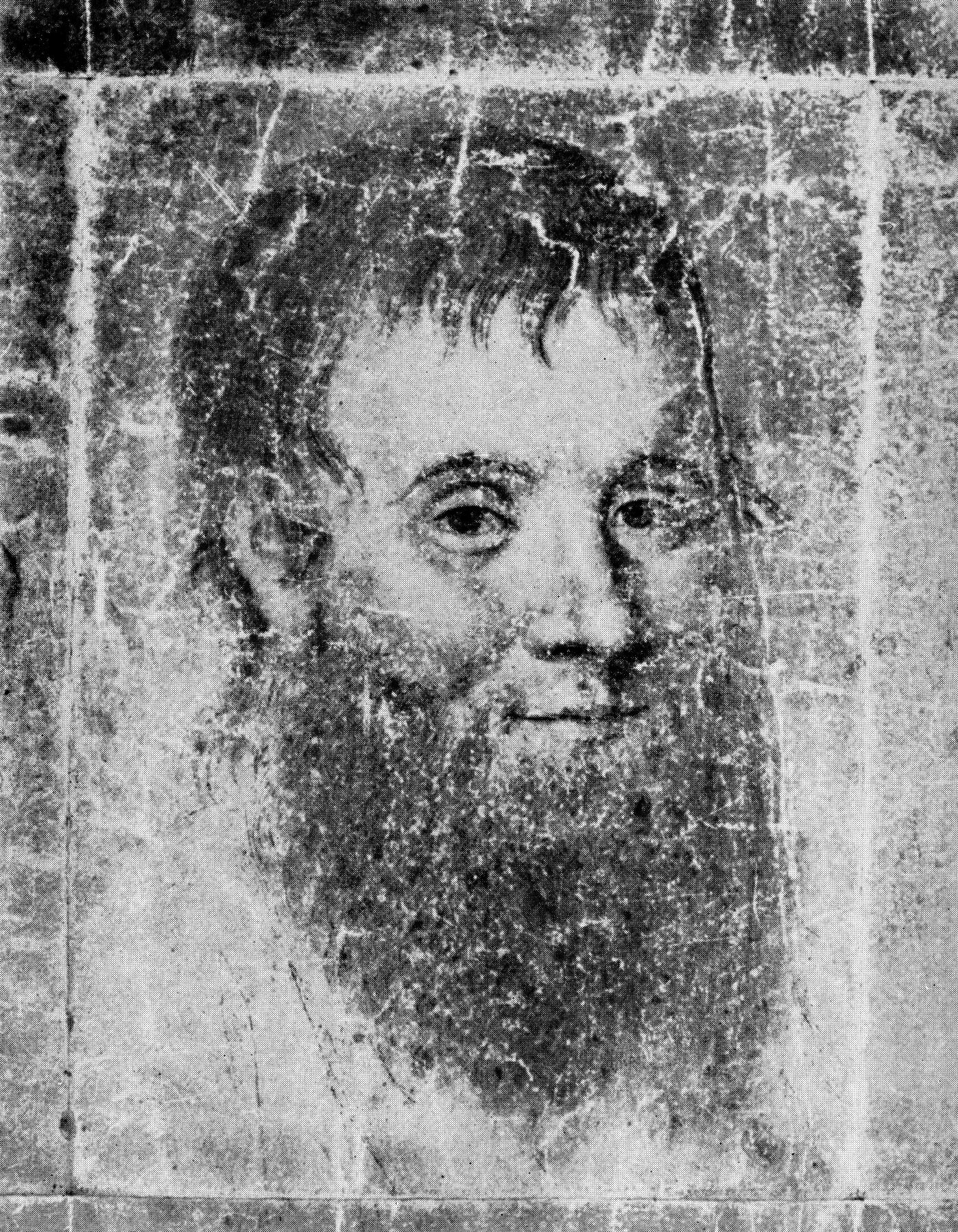
Andreas Hofer, Kreidezeichnung von Placidus Altmutter. Hofers Unterschrift.

Andreas Hofer (* 22. November 1767 am Sandhof bei St. Leonhard in Passeier, Grafschaft Tirol; † 20. Februar 1810 in Mantua, Königreich Italien) war Anführer der Tiroler Aufstandsbewegung von 1809 und gilt als Freiheitskämpfer gegen die bayerische und französische Besetzung seiner Heimat. Als Wirt im Gasthaus „Am Sand“ war Hofer auch als der Sandwirt bekannt und darüber hinaus auch als Pferde- und Weinhändler tätig. Insbesondere von der deutschsprachigen Bevölkerung in Tirol wird Hofer mit zahlreichen Denkmälern als Volksheld und Nationalheld geehrt.

## Leben

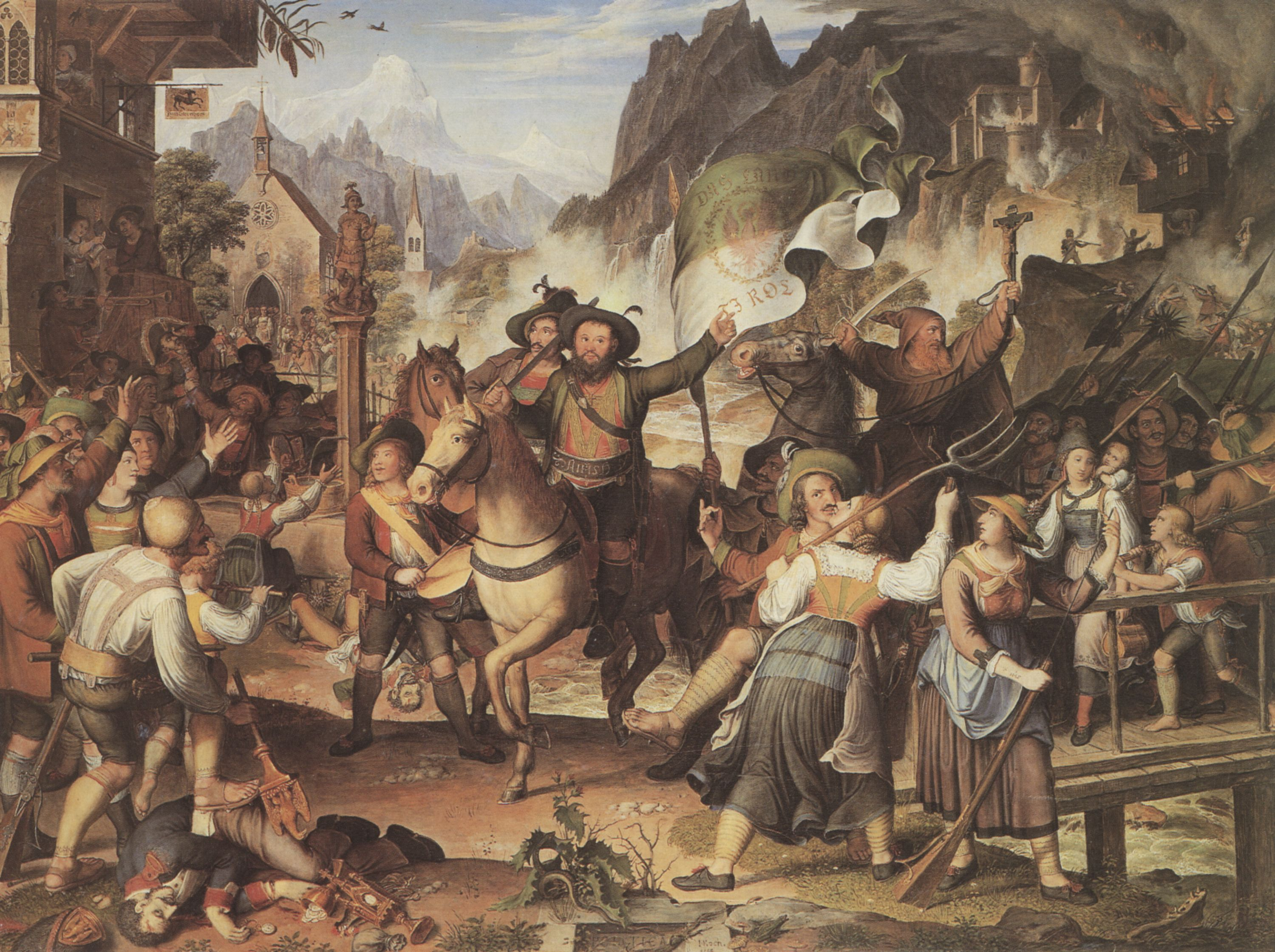
Tiroler Landsturm 1809 (Joseph Anton Koch, Ölgemälde auf Holz, um 1820)

### Kindheit, Jugend, Ehe
Andreas Hofer wurde am 22. November 1767 in Passeier geboren. Sein Vater Josef war zur Zeit seiner Geburt schon 43 Jahre alt und Besitzer der gutgehenden Gastwirtschaft „Am Sand“ in Passeier. Seine Mutter Maria starb 1770, als er drei Jahre alt war. Von Anna Frick, der neuen Frau seines Vaters, mit der dieser eine weitere Tochter bekam, wurde er nicht besonders gut behandelt. Sein Vater starb 1774, und die zu ihm unfreundliche Stiefmutter übernahm die Führung der Gastwirtschaft, wozu sie allerdings wenig Eignung besaß. Hofer besuchte die Schule, die erst seit wenigen Jahren Pflicht war. Dort lernte er allerdings nur Grundrechnen und Schreiben. Bis an sein Lebensende orientierten sich seine schriftlichen Laufzettel direkt an der im Südtiroler Dialekt gesprochenen wörtlichen Rede ohne jegliche Beachtung von Rechtschreibregeln.
Eine seiner Schwestern heiratete schon bald darauf Josef Griener, der sich verpflichten musste, bis zur Volljährigkeit von Andreas Hofer die Gast- und Landwirtschaft am Sandhof fortzuführen. Die ständigen Streitigkeiten zwischen seiner Stiefmutter und seinem Schwager, der den Besitz bald mit 1.700 Gulden verschuldet hatte, waren wohl der Hauptgrund, weswegen Andreas Hofer noch vor seiner Volljährigkeit für einige Zeit bei verschiedenen Wirten und auch Weinhändlern gegen Kost und Logis beschäftigt war. Während dieser Zeit war er auch in Welschtirol (Cles im Val di Non), wo er italienisch lernte, und wahrscheinlich auf Reisen bis nach Oberitalien. Auf diesen Fahrten konnte er sich gute Kenntnisse von Land und Leuten im weiteren Umkreis aneignen.
Am 21. Juli 1789 heiratete er (mit 21 Jahren) die 24-jährige Anna Ladurner und übernahm ein Jahr später das hoch verschuldete Gasthaus am Sandhof in St. Leonhard in Passeier, sein elterliches Erbe. Anna und Andreas hatten 4 Töchter (Maria, Geltrude, Crescenzia, Rosa) und einen Sohn (Johann). Während Hofer als Kämpfer in Tirol unterwegs war, übernahm seine Frau alle Aufgaben im Gasthof, bestellte die hauseigenen Äcker und kümmerte sich um die Kinder. Auf eine gute Ausbildung der Töchter wurde Wert gelegt.

### Tiroler Volksaufstand von 1809
Infolge der Niederlage Österreichs im Dritten Koalitionskrieg und dem Frieden von Pressburg stand Tirol seit 1805/1806 unter bayerischer Herrschaft. Die Bayern begannen in ihrer neuen Provinz Tirol eine Reihe von Reformen umzusetzen, wobei vor allem die Missachtung der alten Tiroler Wehrverfassung (Landlibell Kaiser Maximilians I. von 1511) und die Wiedereinführung der josephinischen Kirchenreform für Unmut sorgten (Minister Montgelas). Auch die Eingriffe in das religiöse Leben (Verbot von Christmette, Prozessionen und Wallfahrten, Rosenkranz u. a.) führten zum Widerstand des Klerus und der Bevölkerung.

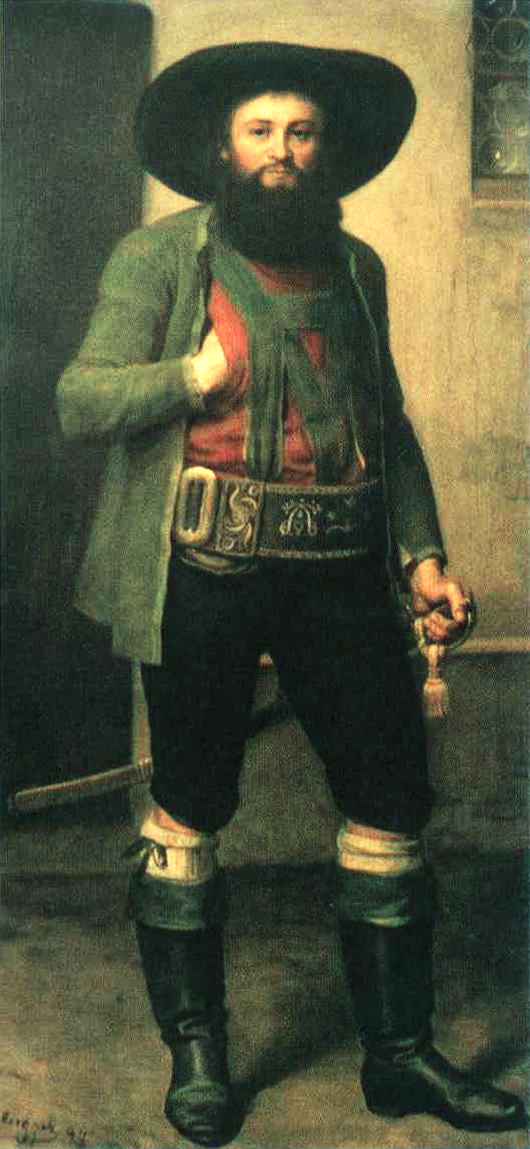
Franz Defregger: Andreas Hofer (Tiroler Kaiserjägermuseum Innsbruck)

Die Zwangsaushebung von Rekruten für die Bayerische Armee führte schließlich zum Aufstand, der am 9. April 1809 in der Tiroler Hauptstadt Innsbruck begann. Wird der Aufstand bis heute meist als Freiheitskampf gegen bayerische und französische Fremdherrschaft und deren Kirchenkampf und Rekrutierungspraxis verstanden, zeigte dieser jedoch auch reaktionäre, antiaufklärerische Züge. So hatte sich Haspinger, ein Kapuzinerpater, der von der bayerischen Besatzung auch für Tirol eingeführten Pockenimpfung widersetzt, mit der Begründung, dadurch solle Tiroler Seelen „bayerisches Denken“ eingeimpft werden; und Hofer verbot nach dem ersten Sieg alle „Bälle und Feste“ und befahl per Erlass, dass „Frauenzimmer“ nicht mehr „ihre Brust und Armfleisch zu wenig und mit durchsichtigen Hadern bedecken“ durften. Wirtshäuser sollten während des Gottesdienstes geschlossen bleiben. Auch kam es unmittelbar nach der ersten Schlacht auf dem Bergisel zu gewalttätigen Ausschreitungen gegen die jüdische Bevölkerung Innsbrucks von Seiten der Aufständischen.
Andreas Hofer wurde als Oberkommandant an die Spitze der antibayerischen Bewegung gewählt. Bereits am 11. April 1809 konnte er sich in einem Gefecht bei Sterzing gegen die Bayern durchsetzen. Am 12. April kam es zur ersten Schlacht auf dem Bergisel mit Andreas Hofer und Martin Teimer an der Spitze der Tiroler Streitkräfte. Schon zwei Tage später, nach dem Sieg Teimers bei Wildau (auch Wilten) über das bayerisch-französische Korps Bisson, konnten die Österreicher und die Tiroler Rebellen in Innsbruck einziehen. Den bayerischen und französischen Truppen gelang es jedoch, Teile Tirols wieder unter ihre Kontrolle zu bringen und Innsbruck zurückzuerobern. Nachdem sich am 13. Mai die bayerisch-französischen Truppen in einer blutigen Schlacht bei Wörgl durchgesetzt hatten, kam es vom 25. bis zum 29. Mai zur zweiten Schlacht auf dem Bergisel, wobei sich die bayerischen Truppen am 29. Mai geschlagen ins Unterinntal zurückziehen mussten. Es folgte der Znaimer Waffenstillstand mit erneuter Besetzung Tirols durch napoleonische Truppen. Dem Aufruf zum Landsturm folgte ein erneuter Sieg der Rebellen am 13. August: 15.000 bayerische, sächsische und französische Soldaten unter der Führung von Marschall Lefebvre standen dabei einem ebenso großen Tiroler Schützenaufgebot unter Andreas Hofer gegenüber (dritte Schlacht am Bergisel).
Der Friede von Schönbrunn, der in Tirol unbestätigt blieb und als Verrat galt, motivierte Hofer erneut zum Aufstand, der allerdings am 1. November 1809 mit der Niederlage der Tiroler am Bergisel endete. Am 8. November 1809 rief er in einer Proklamation dazu auf, den Widerstand einzustellen:

„Brüder! gegen Napoleons unüberwindliche Macht können wir nicht Krieg führen. Von Oesterreich gänzlich verlassen würden wir uns neuem unheilbaren Elend Preis geben. […] [W]ir wollen uns nun durch Ergebung in den göttlichen Willen des Himmels ferneren Schutzes, and durch brüderliche Liebe und geforderte Unterwerfung Napoleons Großmuth und seinen Allerhöchsten Gnaden würdig machen. […] Nach der gemachten Zusicherung Sr. Excellenz des Herrn Generals Rusca werden die Armeen uns je balder verlassen, je eher wir uns unterworfen haben.“

### Gefangennahme und Hinrichtung
Hofer hatte als Anführer der Aufstandsbewegung bis zuletzt Widerstand geleistet und war zum Geächteten geworden. Zu einer Flucht nach Österreich konnte er sich aber nicht entschließen; nach dem endgültigen Zusammenbruch des militärischen Widerstands suchte er zusammen mit seiner Familie sowie seinem Sekretär und Vertrauten Kajetan Sweth Zuflucht zunächst auf der „Kellerlahn“ im Passeier, danach auf dem „Pfandlerhof“ und dann auf der Mähderhütte der „Pfandleralm“ (Alm des Prantacher Hofs gegenüber St. Martin in Passeier). Dort endete schließlich am 28. Januar 1810 seine Flucht, und er wurde von französischen Besatzungssoldaten gefangen genommen, die seinen Aufenthaltsort von dem Tiroler Franz Raffl für 1500 Gulden erfahren hatten.

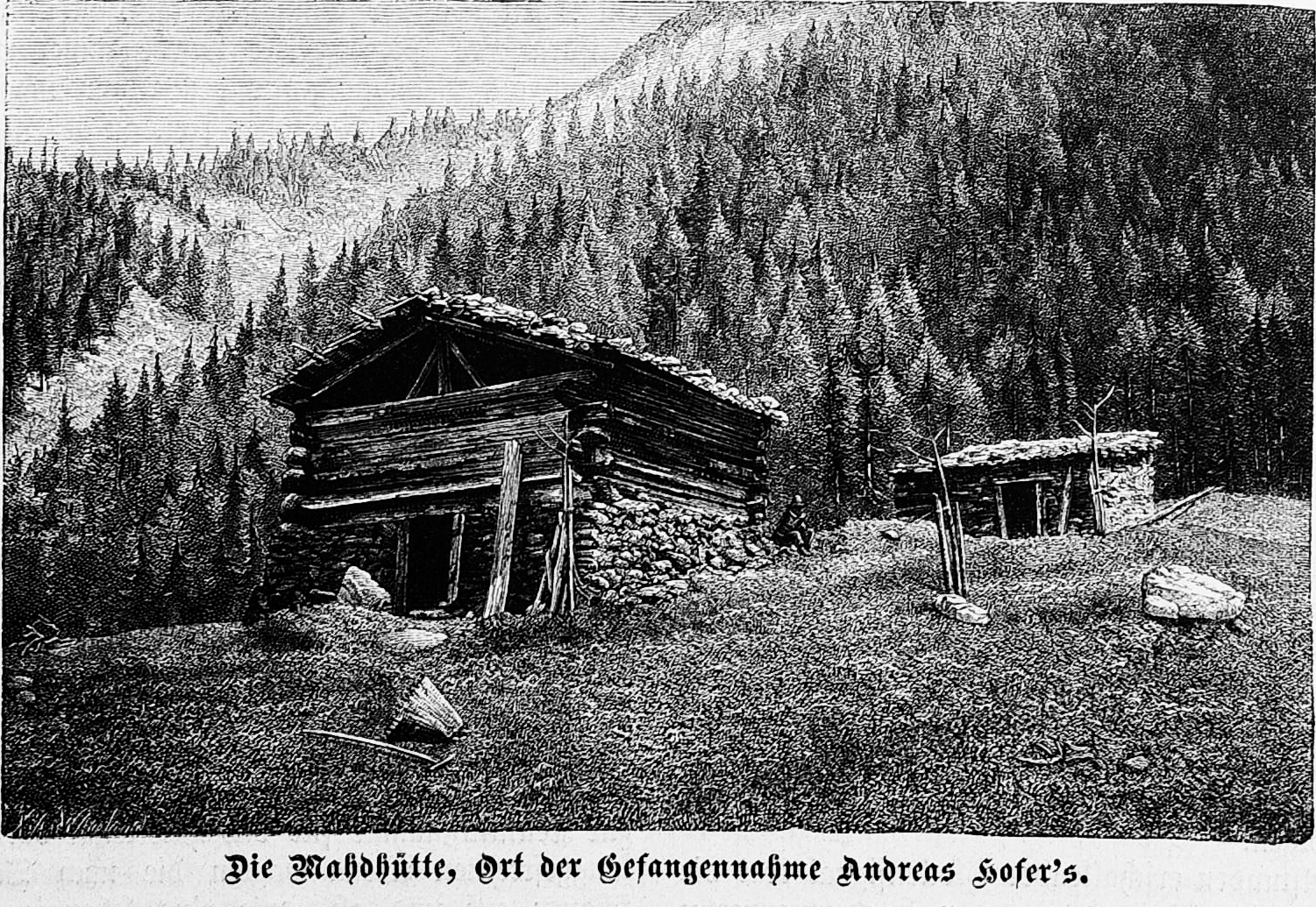
Die Mähderhütte der Pfandler Alm (Darstellung um 1880)

Danach wurde er zuerst nach Bozen und dann nach Mantua gebracht, dem Hauptquartier des für den südlichen Teil Tirols zuständigen französischen Vizekönigs von Italien, Eugène Beauharnais, und dort am 5. Februar 1810 in dem Militärgefängnis Porta Molina festgesetzt. Beauharnais wollte Hofers Leben zunächst verschonen, der französische Kaiser Napoleon ordnete jedoch die unverzügliche Aburteilung und Exekution an. Das daraufhin zusammengetretene französische Kriegsgericht – sein Pflichtverteidiger, der italienische Advokat Jakob Bassevi aus Mantua, mühte sich vergeblich um seine Verschonung – verhängte nach kurzer Gerichtsverhandlung am 19. Februar 1810 das bereits diktierte Todesurteil über Andreas Hofer. Dieses wurde am folgenden Tag von einem Erschießungskommando vollstreckt. Nach Verlesung des Todesurteils krachten die Schüsse und Hofer fiel auf die Knie, eine zweite Salve traf sein Gesicht und er brach zusammen, lebte aber noch. Daraufhin trat der Luxemburger Michel Eiffes (* 19. September 1779 in Beaufort (Luxemburg), † 21. Oktober 1845 ebenda) an ihn heran und gab ihm den Gnadenschuss ins Ohr. Eiffes war 1800 in die französische Armee aufgenommen worden, obwohl er sich dieser Zwangsverpflichtung entziehen wollte. Er starb 35 Jahre nach der Hinrichtung Hofers mit 66 Jahren am 21. Oktober 1845 als hochgeachteter Kriegsveteran in seinem luxemburgischen Herkunftsort Befort, wo er als Gastwirt und Bürgermeister tätig war.

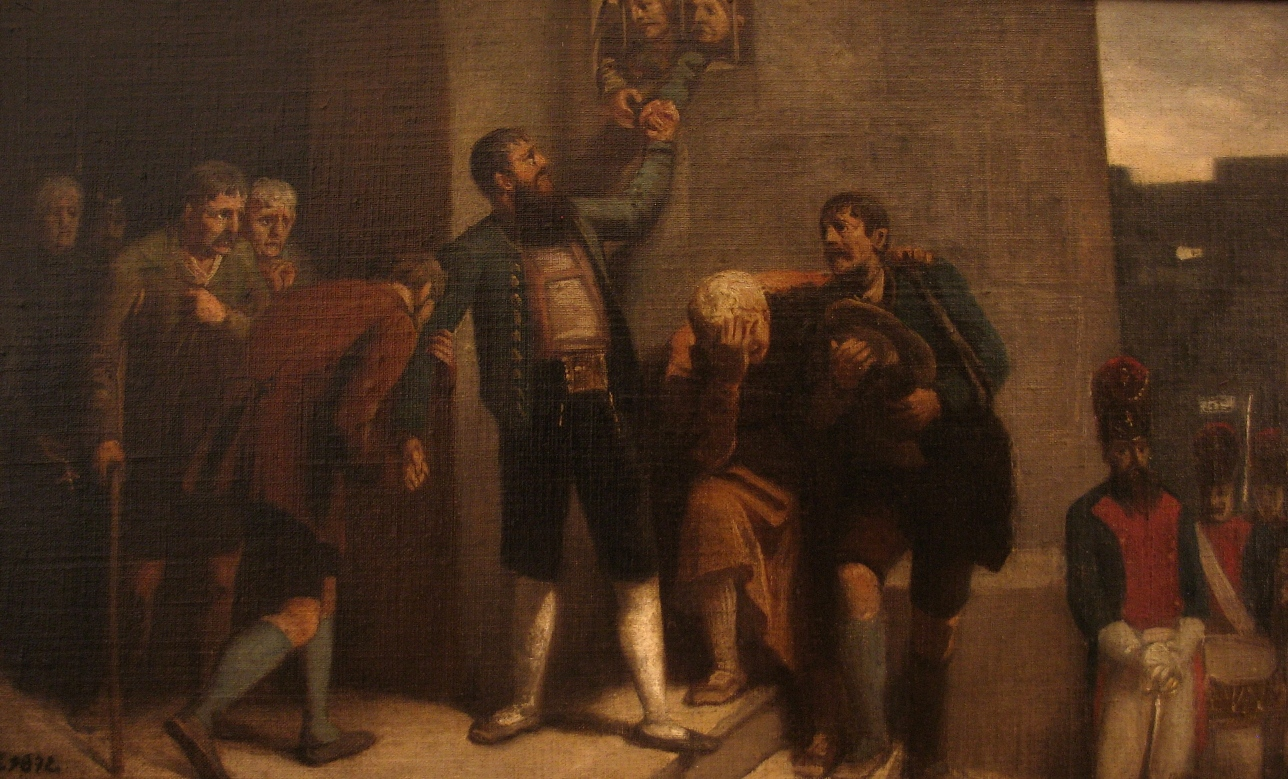
Andreas Hofers letzter Gang, Gemälde von Karl Karger,
(Heeresgeschichtliches Museum Wien)

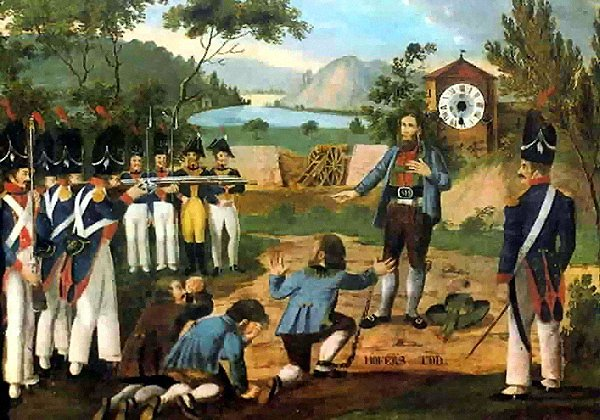
Andreas Hofers Erschießung 1810 in Mantua

Hofer wurde zunächst in Mantua im Pfarrgarten der Zitadelle begraben. Tiroler Kaiserjäger unter der Führung von Georg Hauger haben seine Gebeine am 9. Januar 1823 beim Rückmarsch von Neapel nach Tirol exhumiert und sie zunächst nach Trient, dann nach Bozen gebracht. Während der bis August 1823 dauernden kriegsgerichtlichen Untersuchung des Falles kamen die sterblichen Überreste Hofers nach Innsbruck, wo sie sich, in einer Kiste zwischengelagert, bis 1834 im Servitenkloster befanden und im selben Jahr feierlich in die Hofkirche übertragen wurden. Sein Grabmal wurde nach einem Entwurf des Tiroler Malers Johann Martin Schermer ausgeführt.
Hofer war ursprünglich Kommandant der Passeirer Schützen und nahm den Rang eines Majors ein, weswegen es bei den später aufgebotenen Standschützen keinen höheren Rang gab, da niemand über Andreas Hofer stehen sollte.

## Adelserhebung und Nachkommen

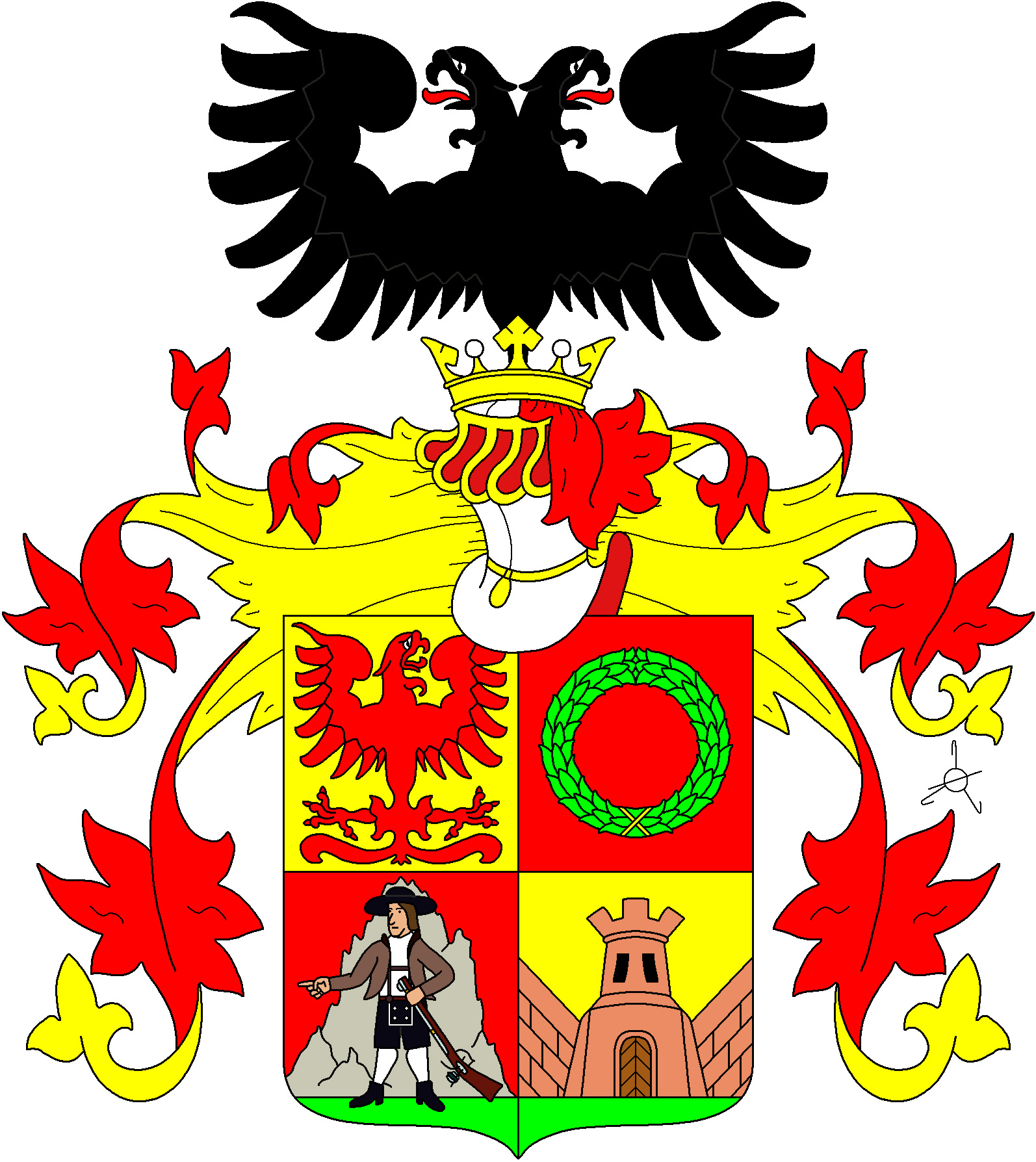
Wappen der geadelten Nachkommen Andreas Hofers

Am 15. Mai 1809 erfolgte die Erhebung Andreas Hofers in den österreichischen erblichen Adelsstand durch ein aus Niederhollabrunn von Kaiser Franz an den Grafen Ugarte gerichtetes Dekret. Da aber wegen der Kriegsereignisse das Dekret nicht nach Tirol befördert werden konnte, ist die Frage offen, ob Andreas Hofer von seiner Nobilitierung überhaupt Kenntnis erlangte. Ein Adelsdiplom samt Wappenverleihung wurde erst am 26. Jänner 1818 für Hofers Sohn, Johann (1794–1855), ausgefertigt. Er wurde später k.k. Tabakhauptverleger in Fischamend und trat dort auch als Gutsbesitzer in Erscheinung.
Das Geschlecht der Hofer von Passeyr starb 1921 mit Leopold Hofer Edlen von Passeyr, einem Urenkel Andreas Hofers, in Wien aus. Leopold Hofer ist auf dem Grinzinger Friedhof beigesetzt.

## Versionen der letzten Worte Andreas Hofers

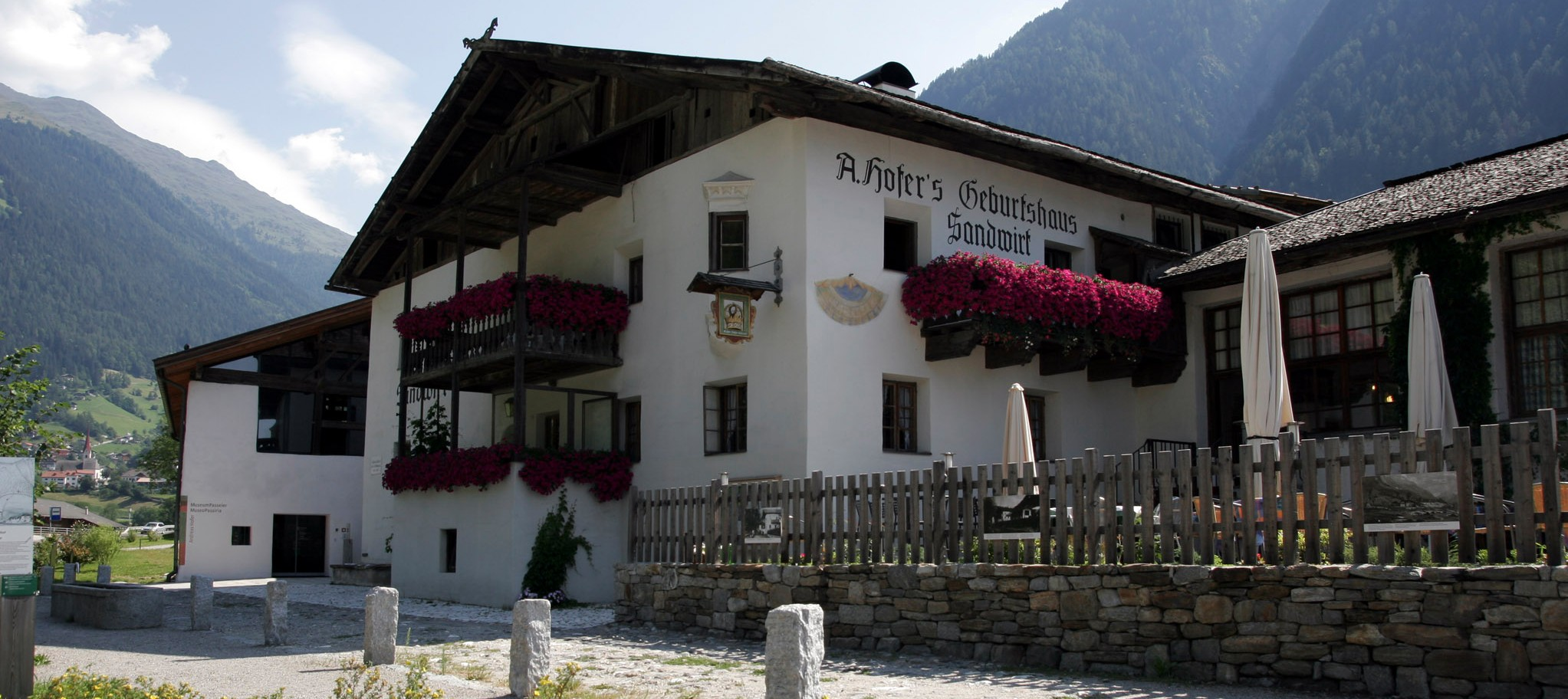
Hofers Wohn- und Geburtshaus bei St. Leonhard

Hofers letzte Worte sollen „Franzl, Franzl, das verdank ich dir!“ gewesen sein.  Es wird aber auch berichtet, Hofer habe, nachdem die erste Exekutionssalve ihn nur verletzt hatte, ausgerufen: „Franzosen! Ach, wie schießt ihr schlecht!“
Für den Ursprung dieses Gerüchts, das die Kampfkraft der eigenen Tiroler Schützen hervorhebt, gibt es keinerlei historische Belege; allerdings ist der vorgenannte Ausruf auch Teil des Andreas-Hofer-Lieds (Tiroler Landeshymne).

## Rezeption

### Andreas Hofer als Volksheld

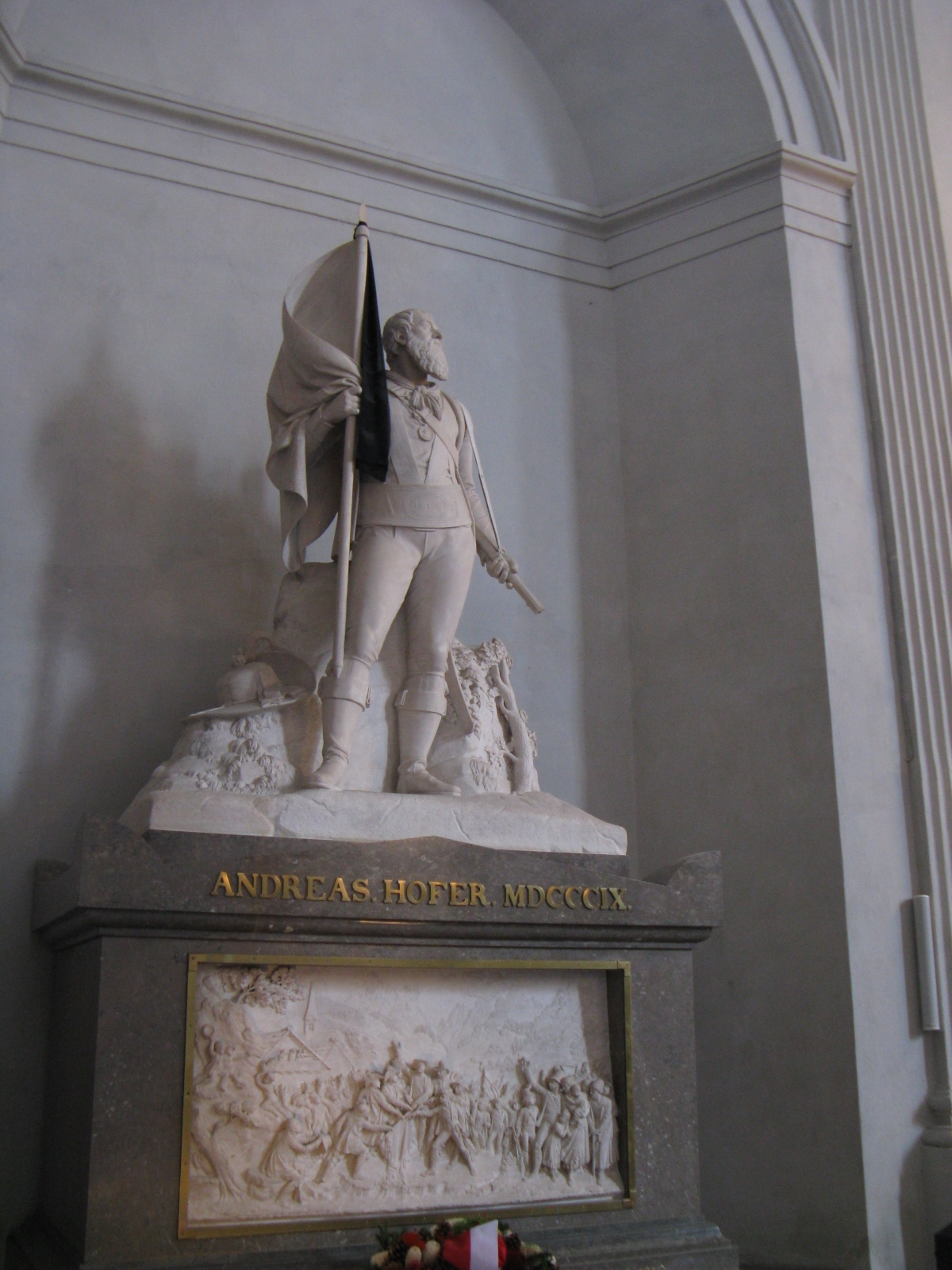
Andreas Hofers Grabmal in der Hofkirche in Innsbruck

Andreas Hofer gilt in der Tiroler Bevölkerung als Volksheld, sein Einsatz wird mit einer Reihe von Denkmälern geehrt; alljährlich am 20. Februar wird er als Vaterlandsheld gefeiert. Vereinzelt wurden auch kritische Stimmen gegen die politische Mythologisierung des auch aus „religiösem Fundamentalismus“ (Rückforderung des abgeschafften Glaubensmonopols der katholischen Kirche) geführten Aufstandes laut.
In engem Zusammenhang mit den Kämpfen der napoleonischen Zeit steht auch das alljährlich in ganz Tirol feierlich begangene Herz-Jesu-Fest: Als Tirol 1796 von französischen Truppen bedroht war, gelobte der Tiroler Landtag, alljährlich das Herz-Jesu-Fest feierlich zu begehen, was noch heute mit Gottesdiensten, Prozessionen und Bergfeuern geschieht.

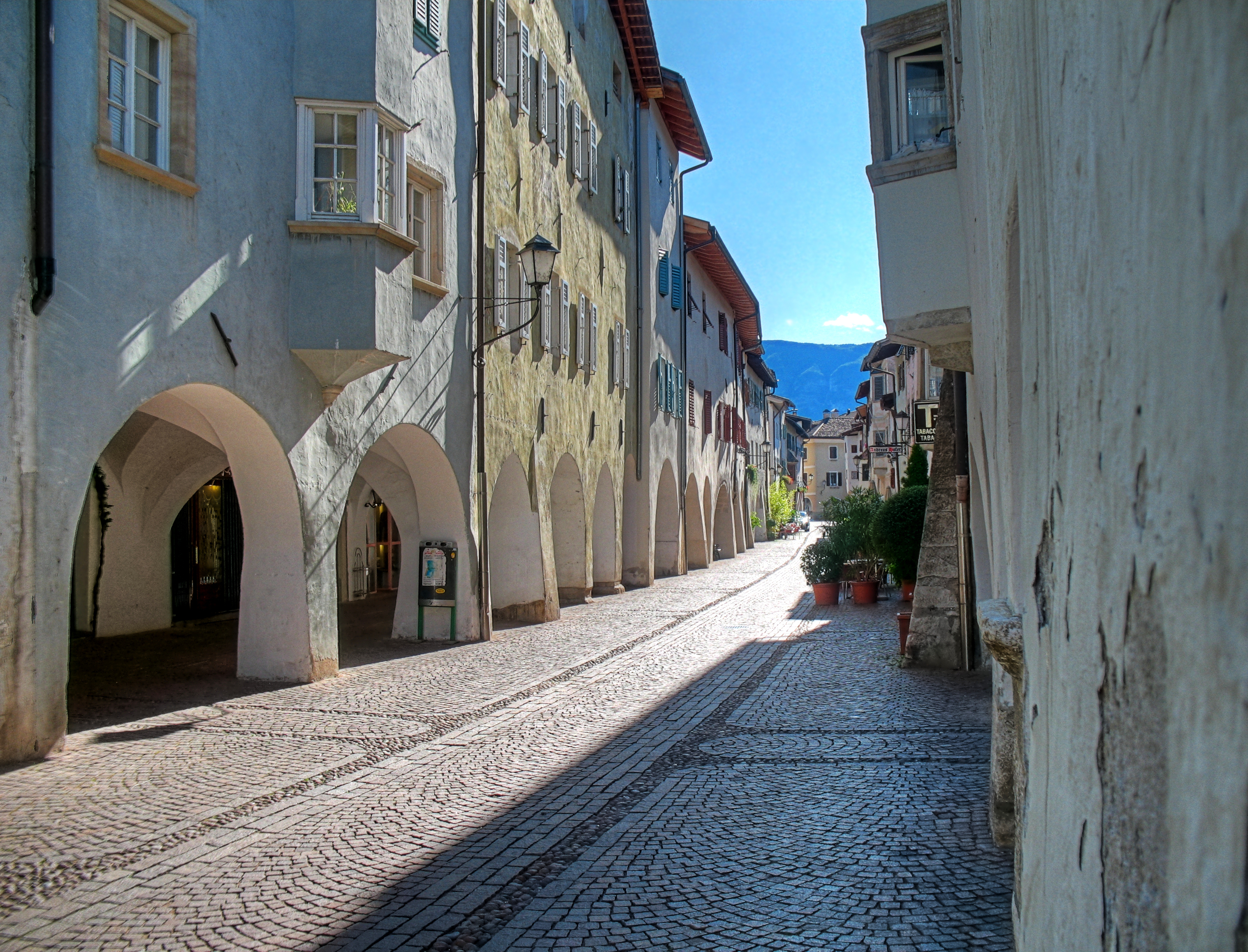
Andreas-Hofer-Straße in Neumarkt

Das Andreas-Hofer-Lied („Zu Mantua in Banden“) ist die Landeshymne des österreichischen Bundeslandes Tirol. In der heute autonomen italienischen Provinz Südtirol wurden die Forderungen, das Lied ebenfalls zur Landeshymne zu erklären, bisher von den Politikern abgelehnt. Der Text stammt von dem 1803 in Marieney im sächsischen Vogtland geborenen und 1867 in Oldenburg verstorbenen Dichter Julius Mosen. Die Schüler des nach ihm benannten Julius-Mosen-Gymnasiums in Oelsnitz (Vogtland) pflegen die Verbindung zu Andreas Hofer durch Fahrten nach Südtirol und Auftritte von Musik- und Gesangsgruppen in Bozen. Umgekehrt nehmen Tiroler Schützenabordnungen an Veranstaltungen in Mosens Heimat teil.
Am 20. September 2009 fand der Höhepunkt des Andreas-Hofer-Gedenkjahres in Innsbruck statt. An einem Festumzug nahmen rund 28.000 Mitglieder von Traditionsverbänden teil, die in einer Parade fast fünf Stunden an der Ehrentribüne, auf der sich Bundespräsident, Bundeskanzler, die Landeshauptleute der drei historischen Tiroler Landesteile und weitere Spitzenpolitiker befanden, vorüber defilierten. Des Weiteren nahmen rund 70.000 Zuschauer am Festzug teil. Die umstrittene Dornenkrone, die als Symbol für die Unterdrückung der Südtiroler durch Italien gilt, wurde beim Umzug mitgeführt, jedoch durch Rosen symbolisch entschärft. Südtiroler Schützenkompanien trugen Transparente mit Texten wie „Los von Rom!“ und „Selbstbestimmung für Südtirol“ vor sich her.
An seinem Geburtsort, dem Sandhof in St. Leonhard (Teil des MuseumPasseier), wird Hofers Leben und Wirken seit 2009 aus verschiedenen Perspektiven – auch kritisch – beleuchtet. Bereits zu Beginn des Museumsrundgangs wird der umstrittene Begriff Held hinterfragt, für den es keine allgemeingültige Definition gibt. An dem Ort seiner Hinrichtung im Stadtviertel Cittadella in Mantua wurde 2020 ein Museum eröffnet.
Zu Ehren des Kämpfers wurden mehrere Kapellen gewidmet, siehe Andreas-Hofer-Kapelle.
Das Innsbrucker Riesenrundgemälde zeigt Hofer entgegen den historischen Gegebenheiten als Anführer der Aufständischen inmitten des Getümmels der dritten Schlacht am Bergisel.

### Kaiserliche Ehrung

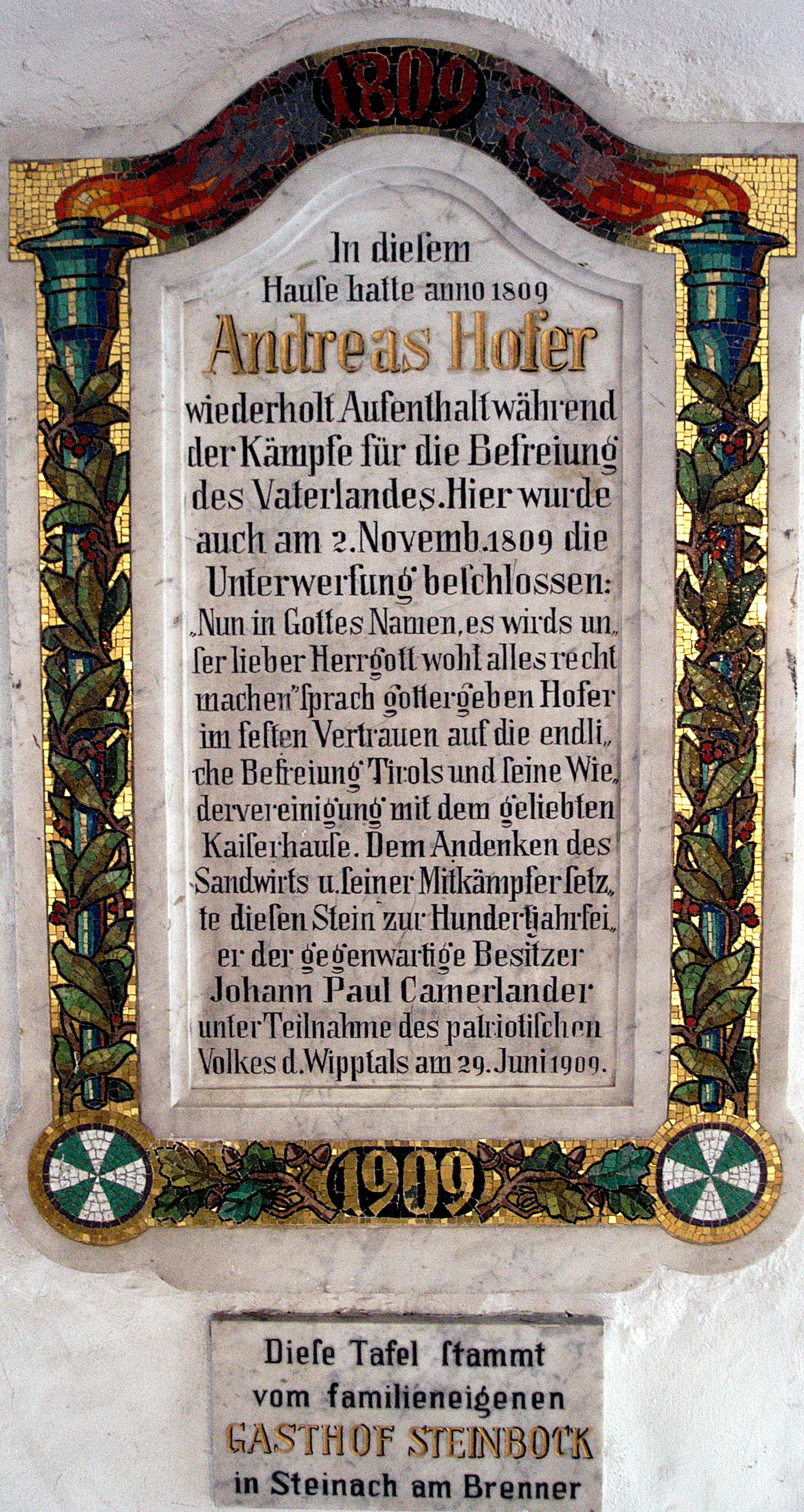
Andreas-Hofer-Gedenktafel von 1909 am Goldenen Adler in Innsbruck

Durch die kaiserliche Entschließung von Franz Joseph I. vom 28. Februar 1863 wurde Andreas Hofer in die Liste der „berühmtesten, zur immer währenden Nacheiferung würdiger Kriegsfürsten und Feldherren Österreichs“ aufgenommen, zu deren Ehren und Andenken auch eine lebensgroße Statue in der Feldherrenhalle des damals neu errichteten k.k. Hofwaffenmuseums (heute: Heeresgeschichtliches Museum Wien) errichtet wurde. Die Statue wurde 1873 vom Bildhauer Johann Preleuthner aus Carrara-Marmor geschaffen, gewidmet wurde sie von Kaiser Franz Joseph selbst.

### Andreas Hofer während des Nationalsozialismus
Gerade die als Option bezeichnete, zwischen den faschistischen Diktaturen Italien und Deutschland zwischen 1939 und 1943 erzwungene Wahlmöglichkeit für deutschsprachige Südtiroler und Ladiner, ihre Südtiroler Heimat zu verlassen und die Option für Deutschland auszuüben (Optanten) oder in Südtirol zu verbleiben (Dableiber), war mit dem Leben des Südtirolers Andreas Hofer aus St. Leonhard in Passeier nicht wirklich vereinbar. So hat sich dann auch unter Bezug auf sein Wirken die Südtiroler NS-Widerstandsgruppe als Andreas-Hofer-Bund formiert. Der Widerstand des Andreas-Hofer-Bundes gegen den Nationalsozialismus war dann eine der Voraussetzungen dafür, dass die im Mai 1945 gegründete Südtiroler Volkspartei (SVP) von Italien als legale politische Vertretung der deutsch- und ladinischsprachigen Südtiroler anerkannt wurde.
Schon wegen der Option war eine Instrumentalisierung des Andreas Hofer, der natürlich auch gegen eine bayerische Besetzung seiner Heimat gekämpft hatte, durch die NSDAP für ihre großdeutschen Zwecke fast unmöglich. Es wurde auch die in Wien gepflegte Tradition, Andreas Hofers an dessen Todestag im Wiener Stephansdom zu gedenken, 1938 durch die Nationalsozialisten unterbrochen; vielleicht auch, weil schon für die von Schuschnigg für den März 1938 geplante Volksbefragung das als Hofer-Zitat bekannt gewordene „Mander, s'ischt Zeit“ (Männer, es ist Zeit) verwendet und auf Plakate gedruckt wurde.
Nach 1945 wurde Andreas Hofer als Held der heimattreuen Tiroler und Österreicher, insbesondere als Schutzpatron zur Bewahrung der Einheit Tirols aufgebaut. 1947 wurde ein Platz in Graz in Andreas-Hofer-Platz umbenannt. Auch wurden 1956 die Gedenkfeierlichkeiten im Stephansdom in Wien wieder aufgenommen.
Hofer ist angeblich auch Urgroßvater des gleichnamigen Tiroler Widerstandskämpfers gegen den Nationalsozialismus Andreas Hofer, der 1944 als Mitglied der Widerstandsgruppe um Heinrich Maier bzw. Walter Caldonazzi, zum Tod verurteilt und noch im April 1945 von SS-Männern im Gefängnishof von Stein an der Donau erschossen wurde.

### In der Literatur und Medien
Bereits 1827 schrieb Karl Immermann Das Trauerspiel in Tyrol, das bald von der österreichischen Zensur verboten wurde. 1899 widmete sich der heimatverbundene Autor Franz Kranewitter der Tiroler Vergangenheit: das Drama über Andreas Hofer unter dem Titel Andre Hofer entstand. 1968 wurde dieses Theaterstück von den Freilichtspielen Südtiroler Unterland unter der Regie von Luis Walter aufgeführt. Später wurde es u. a. von den Tiroler Volksschauspielen in Telfs 1984 unter der Regie von Klaus Rohrmoser aufgeführt. 1959, im Jahr des 150-Jahr-Gedenkens an den Tiroler Aufstand von 1809, erschien ein Andreas-Hofer-Comic von Hans Seiwer und Georg Trevisan.
1984 erhielt der Andreas-Hofer-Mythos neuen Aufschwung durch die Feier des 175-Jahr-Jubiläums. Insbesondere der öffentliche Konflikt um die Dornenkrone, eine mehrere Meter durchmessende Metallkrone, die von den Tiroler Schützen beim Festzug mitgetragen wurde, war prägend für das Land. Die Dornenkrone wurde vom Brenner bis nach Innsbruck getragen und sollte dort verbleiben. Die Diskussion um die Dornenkrone war einer der Marksteine für das Entstehen der Liste für ein anderes Tirol, aus der schließlich die Tiroler Grünen hervorgehen sollten. Die Dornenkrone befindet sich heute etwa 30 Kilometer westlich von Innsbruck in der Marktgemeinde Telfs auf dem Gelände der Fa. Thöni.
Mit seinem Buch Des Hofers neue Kleider hat Siegfried Steinlechner 2000 eine erste umfassende Rezeptionsgeschichte Andreas Hofers vorgelegt. Demnach sei Hofer selbst keineswegs als Nationalheld zu sehen und 1848 selbst in Tirol eher belächelt worden. Mit dem Aufstieg der Deutschnationalen in Tirol wurde er jedoch zur Figur des nationalen Widerstandes verklärt. Deshalb finden sich im Andreas-Hofer-Lied, mit dem der Tod Hofers besungen wird, auch die Worte „ganz Deutschland lag in Schmach und Schmerz“. Von den Nationalsozialisten wurde Andreas Hofer wiederum als Verteidiger des Deutschtums gegen Italien und Frankreich ins Spiel gebracht, Bozen als Mythos der „letzten deutschen Stadt“ aufgebaut, die von Hofer verteidigt worden sei.
2001 wurde die Lebensgeschichte Andreas Hofers in dem Film Andreas Hofer – Die Freiheit des Adlers von Xaver Schwarzenberger verfilmt; Hauptrollen: Tobias Moretti (Andreas Hofer), Franz Xaver Kroetz (Joachim Haspinger) und Martina Gedeck (Mariandl).

## Andreas-Hofer-Denkmale

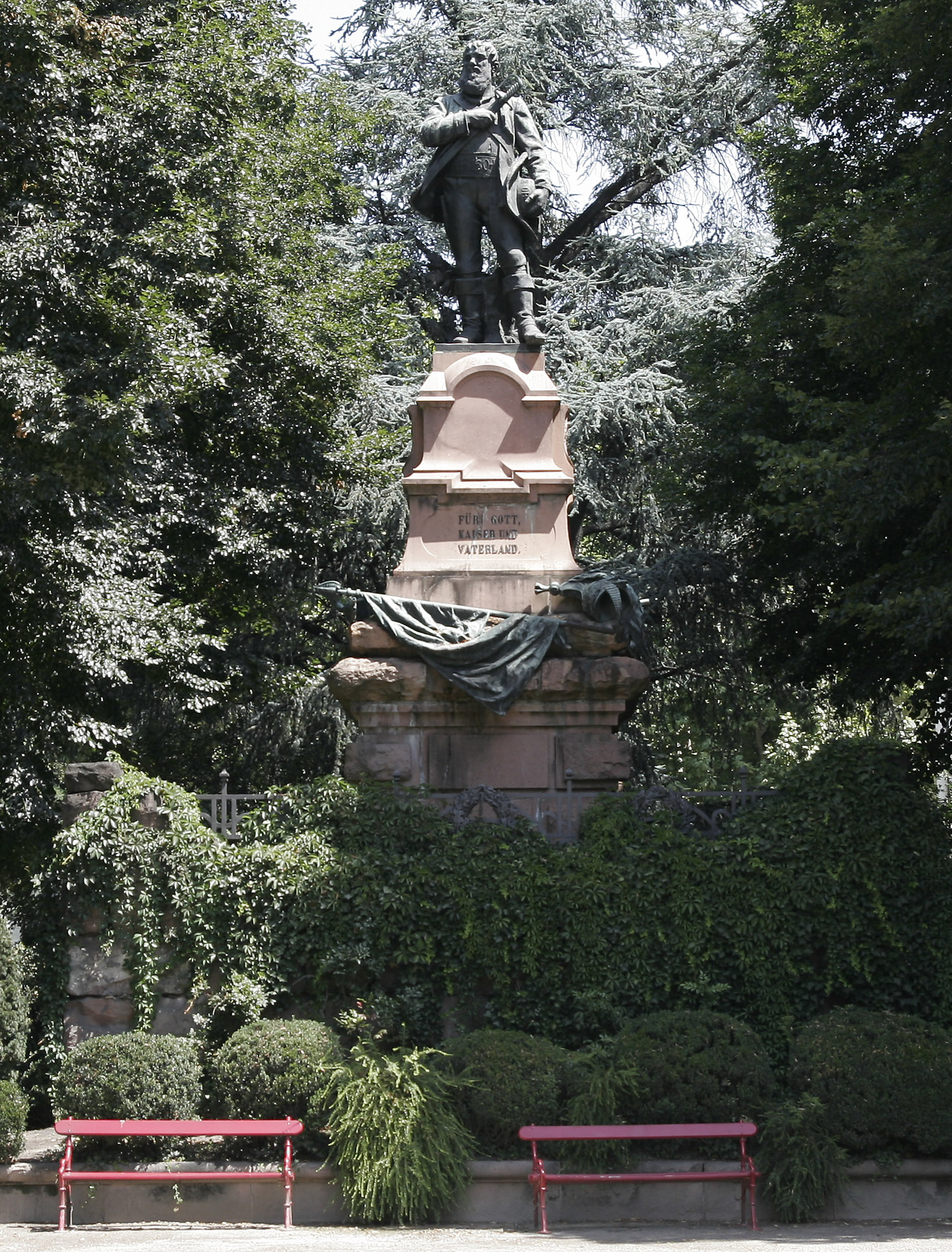
Andreas-Hofer-Denkmal in Meran
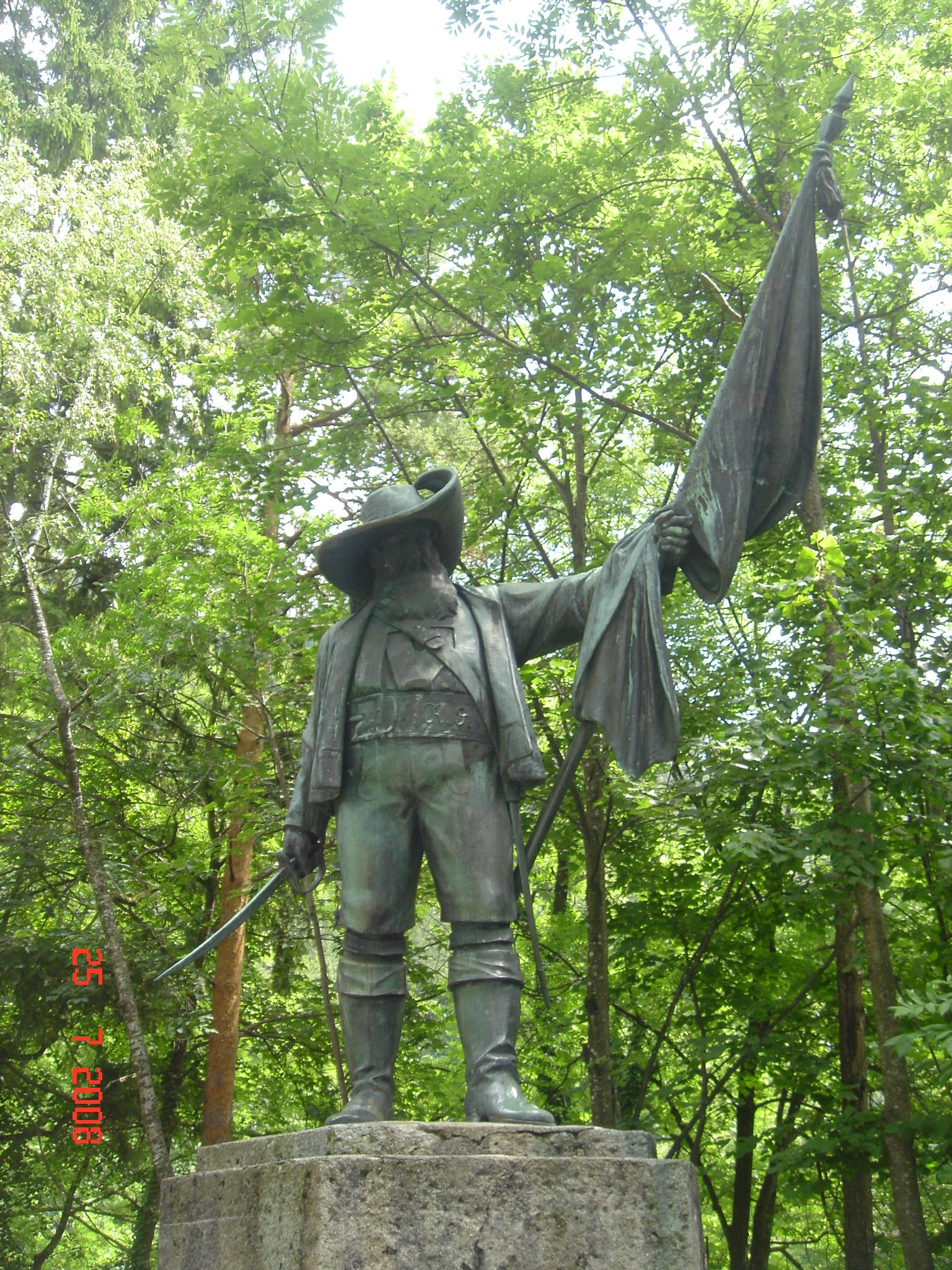
Andreas-Hofer-Denkmal in Kufstein
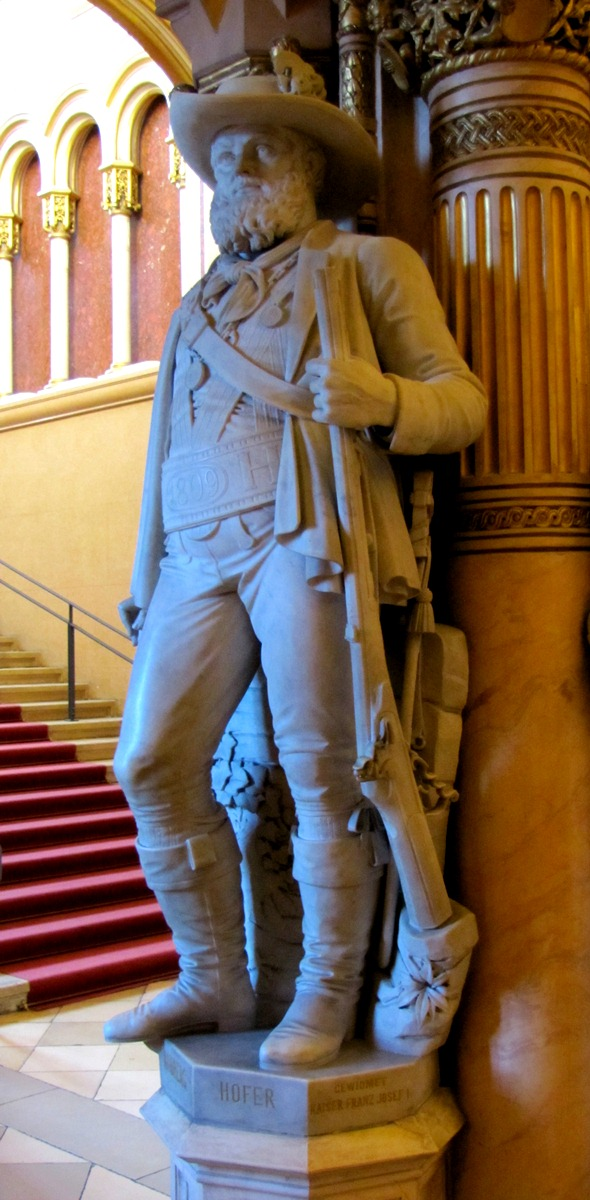
Andreas-Hofer-Statue in der Feldherrenhalle des HGM in Wien
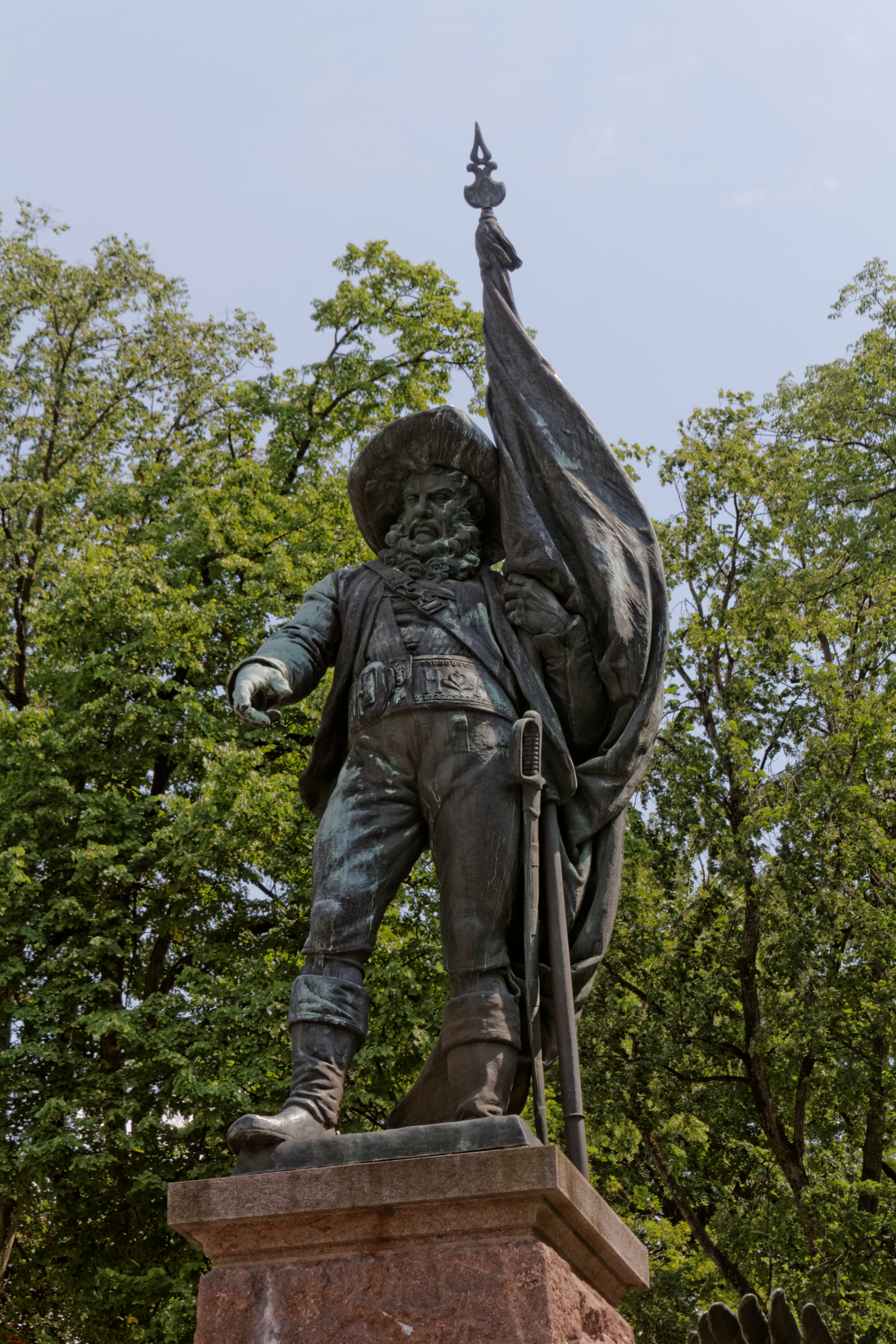
Andreas-Hofer-Denkmal, Bergisel, Innsbruck
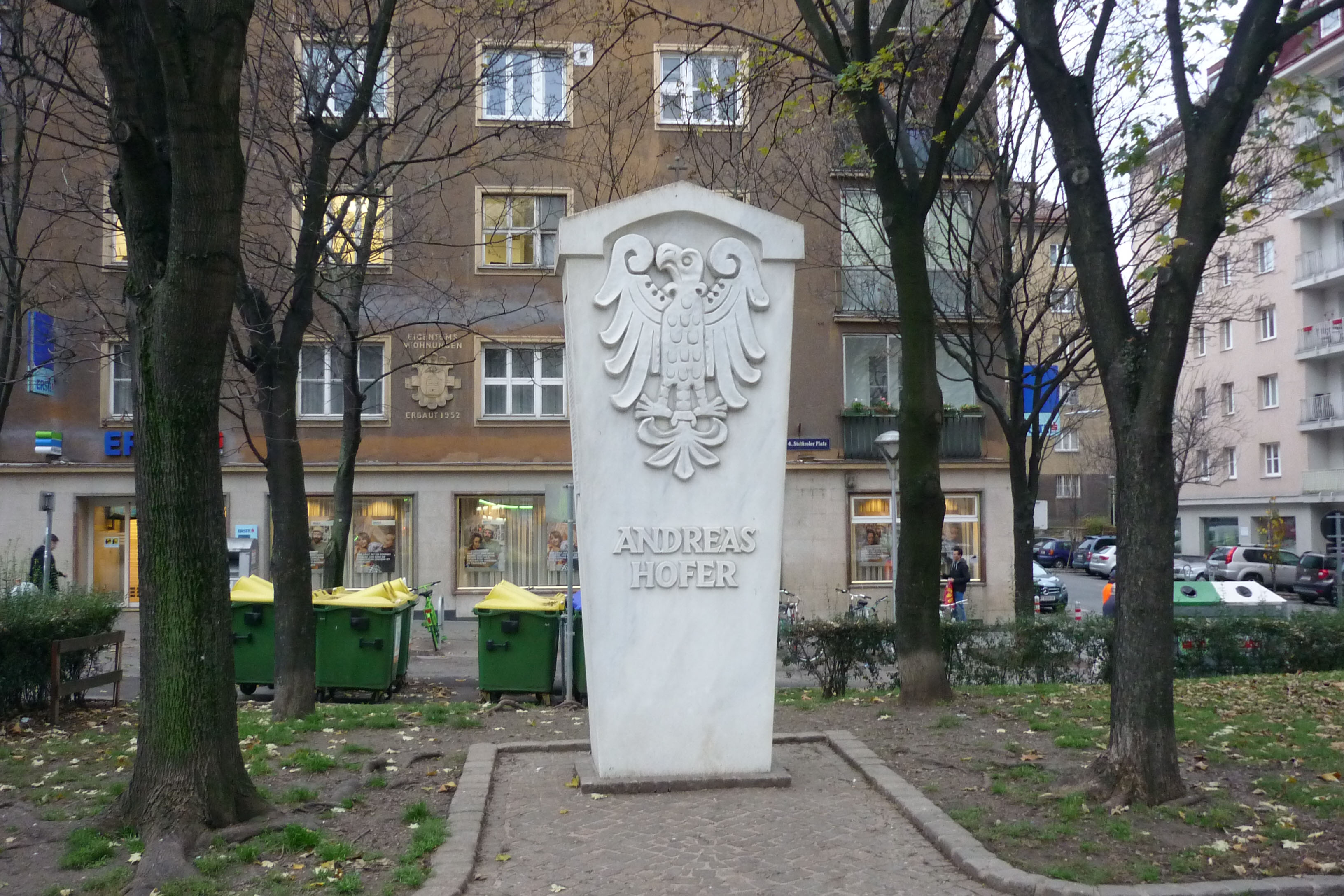
Andreas-Hofer-Denkmal am Südtirolerplatz in Wien

Das Andreas-Hofer-Denkmal in Meran, am Vorplatz des Bahnhofs gelegen und mit der Inschrift „Für Gott, Kaiser und Vaterland“ versehen, wurde zwar bereits 1914 von Emanuel Pendl geschaffen, aber erst nach Ende des Ersten Weltkriegs und der damit verbundenen Abtrennung Südtirols von Österreich am 3. April 1920 eingeweiht. 1979 wurde das Denkmal durch ein Attentat italienischer neofaschistischer Gruppierungen schwer beschädigt und in der Folge renoviert.

## Weitere Tiroler Freiheitskämpfer
- Josef Speckbacher (1767–1820)
- Peter Mayr (1767–1810)
- Katharina Lanz (1771–1854)
- Martin Teimer von Wildau (1778–1838)
- Giuseppina Negrelli (1790–1842)
- Peter Sigmair (1775–1810)
- Peter Kemenater (1783–1829)
- Stephan Groder (1779–1809)

## Filme
- Andreas Hofer (1909): Stummfilm, Regie: Rudolf Biebrach
- Tirol in Waffen (1914): Stummfilm mit Rudolf Biebrach als Hofer, Regie: Carl Froelich
- Andreas Hofer (1929): Stummfilm, Darsteller u. a.: Fritz Greiner als Andreas Hofer, Maly Delschaft als Anna Hofer, Regie: Hans Prechtl
- Der Rebell (1932): Film von Luis Trenker
- Der Judas von Tirol (1933): Regie: Franz Osten
- Andrè Hofer (1974): Fernsehspiel nach Franz Kranewitter, Regie: Luis Walter[31]
- Der Judas von Tirol (1978): Fernsehspiel nach Karl Schönherr, Regie: Luis Walter[31]
- Andreas Hofer – Die Freiheit des Adlers (2002): Darsteller u. a.: Tobias Moretti als Andreas Hofer, Franz Xaver Kroetz als Feldpater Joachim Haspinger, Regie: Xaver Schwarzenberger
- Andreas Hofer, Rebell gegen Napoleon (2009): Dokumentarfilm von Bernhard Graf, ORF
- Andreas Hofers letzte Reise (2009): Dokumentation (28 Min.) von Franz J. Haller und Ludwig Walther Regele (Interviews: Roberto Sarzi und Meinrad Pizzinini); Rai Sender Bozen, Amt für audiovisuelle Medien.
- Bergblut (2010): Darsteller u. a.: Klaus Gurschler als Andreas Hofer, Verena Buratti als Anna Hofer, Regie: Philipp J. Pamer

## Comics
- Andreas Hofer. Ein Leben für Tirol, Abenteuer der Weltgeschichte. Die interessante Jugendzeitschrift, Nr. 34 (Walter Lehning Verlag, Hannover), o. J. [ca. 1955].